# Le Réquisitionnaire
Le Réquisitionnaire (em português, O conscrito) é um conto de Honoré de Balzac publicado em 1831 na Revue de Paris. Foi publicado no mesmo ano em volume por Gosselin, depois em 1832 nos Contos filosóficos pelo mesmo editor. Editado por Werdet em 1835 na série dos Estudos filosóficos, depois na edição Furne da Comédia Humana em 1846, aparece novamente no Le Constitutionnel em 1847.
Segundo Paulo Rónai, "[...] ficamos subjugados desde a primeira página pela tensão que reina nesta pequena obra-prima, em que há ao mesmo tempo o quadro bem apanhado de um momento histórico e um desses estudos de ambiente provinciano em que o romancista excelia, além de um belo retrato de mulher."

## Enredo
Em 1793, na cidade de Carentan, na Baixa Normandia, os frequentadores do salão da condessa de Dey encontram suas portas fechadas um certo dia, o que se repete por outros. Esse comportamento não habitual de uma mulher refinada que mantém sua assembleia quotidiana levanta a curiosidade dos habitantes, que se perdem em conjecturas. As verdadeiras razões do comportamento de Madame de Dey (Sra. de Dey na tradução brasileira organizada por Paulo Rónai) são dadas mais adiante: a condessa recebeu uma mensagem dizendo que seu filho Auguste (Augusto), que participou da expedição realista de Granville, um dos episódios da Guerra da Vendeia, e que foi feito prisioneiro, vai tentar escapar. Ele deverá chegar em casa nos três dias seguintes. Na última noite, para desfazer as desconfianças dos moradores da cidade, a condessa decide, enfim, abrir suas portas e organizar a recepção normalmente. Tem certeza de que seu filho está a caminho e que se apresentará a ela naquela noite. O maire (prefeito) da cidade dá a um jovem soldado (que se pensa ser o filho da condessa) uma requisição de alojamento na casa de Dey.
Infelizmente, quando o conscrito se apresenta, a condessa percebe que não é seu filho. Naquela mesma noite, ela morre, como por um efeito de telepatia, no mesmo momento em que Auguste é fuzilado em Morbihan.